# Кукар, Виктор Фёдорович
Виктор Фёдорович Кукар (23 ноября 1970) — белорусский футболист, полузащитник. Сыграл 1 матч за сборную Беларуси.

## Биография

### Клубная карьера
На взрослом уровне начинал играть в составе светлогорского «Химика», выступавшего в соревнованиях любителей. В 1990 году провёл один матч за команду «Гомсельмаш» из второй низшей лиги СССР. Сезон 1991 отыграл в этой же лиге за смоленский клуб «Искра». После распада СССР выступал в Высшей лиге Беларуси за команды «Бобруйск», МПКЦ, «Белшина» и «Торпедо-МАЗ». Сезон 2001 провёл в клубе третьего по значимости дивизиона «Локомотив» (Минск), с которым стал победителем лиги. В 2002 году вернулся в «Белшину» и ещё два сезона провёл на высшем уровне. В 2004 и 2005 годах выступал за клуб первой лиги «Барановичи», после чего завершил карьеру.
Всего за карьеру провёл 278 матчей и забил 11 голов в Высшей лиге Беларуси.

### Карьера в сборной
Единственный матч за сборную Беларуси провёл 28 октября 1992 года, выйдя на замену на 76-й минуте в товарищеском матче против сборной Украины.